# ديفيد أ. سنو
ديفيد أ. سنو (بالإنجليزية: David A. Snow)‏ هو عالم اجتماع أمريكي، ولد في 16 مارس 1943 في ساغيناو في الولايات المتحدة.